# Viscum hoolei
Viscum hoolei là một loài thực vật có hoa trong họ Santalaceae. Loài này được (Wiens) Polhill & Wiens miêu tả khoa học đầu tiên năm 1998.